# The Talbot Brothers
The Talbot Brothers fue un grupo musical con sede en Bermudas. Fue uno de los grupos más populares de calipso en la década de 1950. Lo componían los hermanos Archie (cantante, guitarra acústica y armónica), Austin (guitarra acústica y armónica), Bryan, también conocido como "Dick" (Tiple, y ukelele), Ross, también conocido como "Blackie" (guitarra eléctrica) , Roy Talbot ( bajo), y su primo de Cromwell "Mandy" Mandres (acordeón).

## Biografía
The Talbot Brothers surgieron en 1942 y rápidamente se hicieron populares en los hoteles en Bermuda, pero fue su grabación de Bermuda Buggy Ride, hecha en los Estados Unidos la que los catapultó a la fama fuera de su tierra natal. 
The Talbot Brothers fue el primer grupo vocal importante de Bermuda. Interpretaban una especie de variación del calipso de Trinidad con una dulce influencia de música pop. Interpretaron y grabaron muchas piezas clásicas del repertorio del calipso en adición a muchas canciones originales.
Su popularidad entre los turistas americanos los llevó a hacer repetidas presentaciones en los EE. UU. desde los primeros años de la década de los cincuenta, siendo una curiosidad particular de su instrumentación una especie de bajo creado por Roy Talbot. Roy creó el instrumento a partir de una gran caja de carne enlatada y un solo hilo de pescar. 
Los Talbots realizaron grabaciones en discos de vinilo de 10" y 12" para “Audio Fidelity” un pequeño sello disquero de mediados de los cincuenta y en 1957 grabaron dos álbumes para ABC Paramount Records que se encontraban con facilidad en los Estados Unidos.
En los años cincuenta realizaron muchas presentaciones para la televisión norteamericana incluyendo el Ed Sullivan's Show.
Archie Talbot fue el compositor del tema principal de la película de 1956 Bermuda Affair, el cual está incluido en el primer álbum que grabó para la ABC Paramount.
Ross, el penúltimo sobreviviente del grupo murió en el año 2000 a los 82 años. Todos los años en Bermuda tiene lugar un torneo de golf en su honor.
El bajista Roy Talbot, último sobreviviente del grupo, murió el 15 de mayo de 2009.

## Grabaciones
A continuación una lista de las canciones más populares de The Talbot Brothers: 
- "Atomic Nightmare" (Archie Talbot)
- "Jumbie Jamberee
- "Bermuda Buggy Ride" (Archie Talbot)
- "Bermuda Affair" (Archie Talbot)
- "Bermuda’s Still Paradise" (Ross Talbot)
- "Give an Ugly Woman Matrimony" (Ross Talbot - F. Reid)
- "Gonna Cut You with the Razor" (Archie Talbot - F. Reid)
- "Is She Is or Is She Ain’t" (Louis Farrakhan|The Charmer)
- "Last Train to San Fernando" (Mighty Dictator)
- "Nora, Nora" (Lord Kitchener )
- "She's Got Freckles On Her But She Is Nice" (atribuida a Larry Vincent)
- "You Can Go, But You’ll Return" (Archie Talbot - F. Reid)

## Discografía parcial
- Bermuda Talbot Brothers in their favorite selections Jay 3009 (10")
- Bermuda Talbot Brothers  ("Bermuda, Vol. 2"); Audio Fidelity AFLP-903 (10”)
- Bermuda Calypso Party ("Bermuda, Vol. 3"); Audio Fidelity AFLP-1807; c.1957
- Calypsos; ABC-Paramount ABC-156; 1957
- Talbot Brothers of Bermuda; ABC-Paramount ABC-214
- Talbot Brothers of Bermuda (Volumes 1-3); Talman (reissue)